# Accent tonique
Cette page contient des caractères spéciaux ou non latins. S’ils s’affichent mal (▯, ?, etc.), consultez la page d’aide Unicode.
En linguistique et précisément en phonologie, l’accent tonique met systématiquement en relief une syllabe ou une more dans un mot en augmentant la hauteur, la force ou la durée du son, souvent une combinaison de ces trois 
facteurs. La syllabe ou la more frappée de l'accent est dite tonique, et les autres atones. On distingue fréquemment les langues à accent tonique des langues à tons et à accent de hauteur, bien que certaines langues, comme le mandarin et le thaï, utilisent les deux systèmes : dans une langue à tons, l'accent tonique peut n'être que secondaire. Enfin, au sein des accents toniques, on distingue deux catégories : l'accent d'intensité et l'accent de hauteur.
L'accent tonique est une notion étudiée principalement en phonétique et en phonologie. La première discipline s'intéresse aux moyens physiques de sa réalisation, la seconde à son rôle dans la langue. L'accent tonique est un facteur discret au même titre que le phonème mais n'est pas segmentable : c'est donc une unité suprasegmentale. Comme l'accent est systématique, il n'est pas expressif, au contraire de l'intonation, mais sert à aider à la compréhension en découpant le flux sonore et en mettant en relief des mots ou groupes clés.
Note : Les transcriptions phonologiques entre barres obliques sont en alphabet phonétique international (API). L'accent tonique est signalé par le symbole /ˈ/ placé devant la syllabe concernée. L'accent secondaire est symbolisé par /ˌ/ ; ainsi, dans la chaîne de phonèmes /ˌfutʁiˈkɛ/ « foutriquet », /kɛ/ porte l'accent tonique (primaire), /fu/ l'accent secondaire et /tʁi/ est atone.

## Exemples de langues à accent tonique
Presque toutes les langues européennes (dont presque toutes les langues indo-européennes, les langues finno-ougriennes et les langues turques) ont un accent tonique. Toutefois, un fait qui pourrait surprendre est que la plupart des langues du monde utilisent un système tonal.
Toutefois, les langues ayant un accent tonique fixé sur la dernière syllabe sont relativement rares : on peut citer l'hébreu moderne, le groénlandais, le persan ainsi que le français.
Quelques langues sont connues qui ne suivent aucun de ces systèmes : le hindi, par exemple, n'a pas d'accent tonique ou de hauteur ou de tons.

## Différences avec le système tonal
Si l'accent tonique, de hauteur ou d'intensité, s'oppose si fortement au système tonal (sans que l'un exclue nécessairement l'autre) c'est parce qu'il fonctionne principalement sur le contraste entre syllabe marquée, minoritaire dans le mot (souvent unique) ou dans l'énoncé et syllabes atones, majoritaires le plus souvent. En sorte, un mot ne possède qu'un nombre très limité de syllabes toniques voire aucune dans le cas des clitiques. Dans le système tonal, au contraire, il n'existe pas de contraste d'une telle sorte : toutes les syllabes (sauf quelques-unes, parfois) portent un ton, quel qu'il soit. C'est la différence entre la nature des tons qui crée le contraste.
Ce point explique pourquoi on ne peut considérer les langues à accent de hauteur comme des langues tonales : en effet, même s'il existe des « tonèmes », ils ne frappent qu'une ou deux syllabes du mot, tandis que les autres restent atones. Le système accentuel met donc en valeur une partie limitée du mot (celle qui porte l'accent par opposition aux autres) ou de l'énoncé (il existe des mots portant un accent, d'autres atones) tandis que le système tonal place toutes les syllabes et les mots (sauf quelques exceptions) à un même niveau hiérarchique.

## Accent de hauteur
L'accent tonique réalise une augmentation de l'intensité sonore lors de la prononciation d'une syllabe pour la mettre en évidence. Par contre, l'accent de hauteur la met en évidence par un changement de hauteur de cette prononciation. Dans la plupart des cas, la langue aura donc une hauteur, une « note », de base, qui est appliquée à la plupart des syllabes, et une (ou, plus rarement, plus d'une) syllabe par mot sera prononcée sur une note plus aiguë.
Des exemples de langues avec un accent de hauteur sont le basque (occidental), le gallois, le grec ancien, le japonais, le serbo-croate, le slovène et le suédois.
Quant aux langues tonales, contrairement aux langues à accent de hauteur, chaque syllabe porte une variation de ton ou un ton qui est différent.

## Manifestations acoustiques de l'accent d'intensité
La principale manifestation acoustique de l'accent tonique est une augmentation de l'intensité vocale touchant un ou plusieurs sommets de syllabe d'un mot. Prononcée avec plus d'énergie, cette syllabe se détache des autres, dites atones, par sa plus grande intensité sonore.

### Intensité

#### Différence d'intensité selon les langues
Selon les langues, l'augmentation d'intensité effectuée sur la syllabe accentuée est plus ou moins forte. Dans la majorité des langues romanes elle est très marquée, alors qu'en français, une syllabe accentuée ne se prononce pas avec une intensité très élevée par rapport à une syllabe atone (non accentuée).
Ainsi, pour Paul Valéry, « Trois caractères distinguent nettement le français des autres langues occidentales : le français, bien parlé, ne chante presque pas. C’est un discours de registre peu étendu, une parole plus plane que les autres. Ensuite : les consonnes en français sont remarquablement adoucies ; pas de figures rudes ou gutturales. Nulle consonne française n’est impossible à prononcer pour un Européen. Enfin, les voyelles françaises sont nombreuses et très nuancées (...). »
Ainsi, dans un mot anglais comme castle, /ˈkɑː.səl/ (« château »), accentué sur la première syllabe, un francophone prononce spontanément l'accent sur la deuxième (la dernière) et presque aussi intensément que la première.
Le turc se caractérise aussi par un accent tonique relativement faible, tombant toujours sur la dernière syllabe.

#### Le cas du français
Le français possède un accent tonique se caractérisant par son intensité et sa durée. Au contraire des autres langues romanes et de la plupart des langues européennes, cet accent n'est pas lexical mais syntaxique, c'est-à-dire qu'il ne dépend pas des mots mais des syntagmes et propositions. De plus, l'intensité de l'accent français est relativement faible par rapport à d'autres langues.
Par exemple, les mots polysyllabiques suivants sont accentués quand ils sont isolés comme indiqué dans une diction soignée : petite /pəˈ.tit/, maison /mɛˈ.zɔ̃/, prairie /pʁɛ.ˈʁi/, diffusée /di.fy.ze/. Pour la phrase « La Petite Maison dans la prairie n'est plus diffusée. », on obtient selon une prononciation standard /la.pə.tit.mɛ.zɔ̃ dɑ̃.la.pʁɛ.ˈʁi.nɛ.ply.di.fy.ˈze/ ou /la.pə.tit.mɛ.ˈzɔ̃ dɑ̃.la.pʁɛ.ˈʁi.nɛ.ply.di.fy.ˈze/. En effet, la notion de « groupe de sens » est variable : on peut considérer que « la petite maison dans la prairie » est composé de deux syntagmes : « la petite maison » + « dans la prairie » ou bien que le tout forme un syntagme unique.

#### Accents primaires et secondaires
D’autre part, si dans de nombreuses langues les mots ne présentent, phonologiquement parlant, qu’un seul accent tonique (langues romanes, russe, etc. mais, sur le plan phonétique, non distinctif, on perçoit des syllabes semi-accentuées sur lesquelles la prononciation s'appuie), dans d'autres, comme les langues germaniques, il existe un accent primaire, qui porte le maximum d'intensité, accompagné d’un ou plusieurs accents secondaires, selon la taille du mot. Ces accents secondaires, symbolisés par /ˌ/ en API, se rencontrent surtout dans les mots composés : on comprend donc que les accents secondaires sont une survivance de l’accent originel que portait l’élément entrant dans la composition du mot. Dans les langues germaniques, donc, l’unité accentuelle n’est plus le mot mais le lexème.
La hiérarchie obtenue entre les accents (il existe toujours un accent principal) permet souvent de repérer quel lexème du mot composé est central et renseigne parfois sur des structures secondaires du mot. En allemand, par exemple, c'est normalement le radical qui porte l’accent principal. Si le mot possède une particule séparable, c’est elle qui reçoit l’accent principal. Enfin, les particules inséparables sont atones :
- dans un mot composé comme ausstaffieren « équiper », on a deux accents : /ˈaʊsʃtaˌfiːʁən/, permettant d’isoler la particule séparable aus- du radical staffieren ;
- les deux homonymes d'übersetzen sont distingués par l’accentuation : /ˈyːbɐˌzɛʦn̩/ « faire franchir » s’oppose à /ˌyːbɐˈzɛʦn̩/ « traduire ». Dans le premier cas, über /ˈyːbɐ/ est une particule séparable donc tonique (qui garde son sens propre : « au-delà de »), dans le second une particule inséparable, donc atone (et au sens figuré).

### Autres manifestations acoustiques
L'augmentation d'intensité s'accompagne d'autres phénomènes, plus ou moins marqués selon les langues.

#### Modification de la hauteur de la voix
En anglais, la syllabe tonique est le plus souvent prononcée plus haut ou plus bas que les syllabes atones, selon les phrases. Il serait réducteur de penser que l'accent, outre par l'intensité, se manifeste seulement par une élévation (ce qui reste vrai quand on prononce les mots isolément). En effet, il n'est pas rare que le jeu de l'intonation fasse prononcer une syllabe tonique plus bas : dans la question Are you married? « Êtes-vous marié ? », réalisée [ɑɹ juː ˈmæɹid], la syllabe [ˈmæ] sera prononcée plus bas que [ɹid], dans le respect de l'intonation montante interrogative. Dans une assertion, en revanche, elle sera plus aiguë.
Tant que ces variations de hauteur ne forment pas un système d'oppositions pertinentes, il ne convient pas de parler d'un accent de hauteur. Ces variations ne font qu'accompagner celles d'intensité.

#### Allongement dans la syllabe accentuée
En italien, la voyelle accentuée est automatiquement allongée. La quantité n’est donc pas phonologique puisqu’elle est entièrement conditionnée par la place de l’accent ; il n’existe pas de vocoïdes ou contoïdes longs non accentués, les consonnes peuvent cependant être géminées hors de l’accent. C’est le dernier segment de la syllabe accentuée qui s’allonge, par exemple fato « destin » /ˈfa.to/ et fatto « fait » /ˈfat.to/ sont réalisés respectivement [ˈfaːto] et [ˈfatːo]. Lorsque le noyau de la syllabe est une diphtongue, son deuxième élément subit un semi-allongement : vuoi « tu veux » /ˈvwɔi/ [ˈvwɔˑi].

#### Tension musculaire et clarté des phonèmes accentués
Il existe un phénomène dit « apophonie accentuelle » qui prévoit que les voyelles atones d'un mot, dans certaines langues, sont réalisées moins distinctement que les toniques (la tension musculaire mise en œuvre étant moindre). Leur timbre est moins clair et des voyelles différentes sont même confondues quand elles sont atones. Plusieurs modifications phonétiques peuvent entrer en jeu, comme la neutralisation ou la centralisation. Parmi les langues à apophonie accentuelle, on peut citer diverses langues slaves (bulgare, russe : consulter Apophonie accentuelle en russe), des langues romanes (catalan, portugais, occitan, etc.) ou encore des langues germaniques (anglais, allemand, néerlandais, etc.).
Il ressort d'une telle apophonie que ce n'est pas tant l'accent qui modifie l'image acoustique des mots que l'atonie. En effet, l'accent préserve ici l'identité des voyelles. En bulgare, par exemple, la distinction entre [ɔ] et [u] ne se tient qu'en position tonique, en position atone la distinction se perd, et les deux sont réalisés sont réalisés [o]. En latin vulgaire, la distinction entre [ɔ] et [o] et entre [ɛ] et [e] du latin classique ne s'est maintenue qu'en position tonique, et quelques langues romanes comme l'italien ont d'ailleurs conservé ce trait. L'accent tonique a donc servi à maintenir la distinction sous certaines positions, qui se serait de toute manière perdue toute seule sous l'effet de l'atonie. Avec le temps, cela peut créer un écart gigantesque entre les voyelles toniques et atones. Cela est par exemple le cas en anglais moderne, le vieil anglais ayant davantage de voyelles atones.
Ce dernier point, on le verra plus bas, entraîne des conséquences importantes pour l'évolution phonétique des langues.

## Place de l'accent
L'accent tonique se réalisant comme une emphase par rapport aux syllabes atones, un mot monosyllabique ne porte, isolément, pas d'accent, puisqu'on ne peut établir un contraste entre syllabes atones et toniques. Dans un énoncé, cependant, les syllabes de mots se suivant s'enchaînant, il apparaît que certains monosyllabes sont bien accentués, par opposition à d'autres, toujours atones (cf. plus bas la question des clitiques). Enfin, dans les langues à accent de hauteur les monosyllabes isolés ne sont pas forcément exclus : la modulation de hauteur impliquée peut en effet très bien se manifester sur une seule syllabe.
On peut séparer les langues à accent en deux groupes : dans le premier, la place de l'accent dans le mot est libre et ne peut être connue que par la mémorisation de chaque mot : c'est le cas de l'anglais (on peut ainsi parler d'accent lexical, cf. plus bas ). Dans le second, la place de l'accent est plus ou moins déterminée : ou bien il "tombe" sur une position fixe du mot, une certaine syllabe (les langues finnoise et tchèque placent ainsi l'accent sur l'intiale, tandis qu'il tombe sur la finale en khmer), ou bien sa position peut varier suivant la quantité syllabique (voir plus loin l'exemple du latin).
Suivant la langue, la place de l'accent est déterminée par rapport au début du mot ou par rapport à la fin du mot.
L'accentuation qui se rencontre dans le plus grand nombre de mots du plus grand nombre de langues est celle qui fait tomber l'accent tonique sur l'avant-dernière syllabe.

### Accent libre
Dans les langues germaniques, par exemple, l'accent est libre : on ne peut déterminer sa place à l'avance. Les mots hérités du proto-germanique ont cependant tendance à avoir un accent sur la première syllabe du radical, ce que l'on peut voir, par exemple, dans le passage du proto-germanique au gotique. Les mots empruntés sont souvent accentués ailleurs. Voici quelques exemples en anglais :
- accent radical germanique : apple ['æpl̩], begin [bɪ'gɪn], morning ['mɔːnɪŋ] ;
- autres emplacements dans les mots d'emprunt : advice [əd'vaɪs] (de l'ancien français), command [kə'mɑːnd] (idem), economy [ɪ'kɒnəmɪ] (du latin).

En russe, ukrainien, lituanien, italien, espagnol (accent écrit), portugais, roumain, grec ancien, grec moderne mais voir plus bas pour les règles de limitation, etc., de la même manière, on ne peut non plus prévoir la place de l'accent.

### Accent déterminé
Voici des exemples de langues à accent tonique déterminé :
- espéranto (avant-dernière syllabe) ;
- finnois (première syllabe) ;
- français (dernière syllabe du syntagme ou de la proposition)[3]
- hongrois (première syllabe) ;
- letton (surtout première syllabe) ;
- pandunia (dernière syllabe contenant une consonne)
- polonais (avant-dernière syllabe, cette règle comportant néanmoins quelques exceptions) : 
  - les verbes conjugués au passé avec la première ou la deuxième personne du pluriel : zrobiliśmy (nous avons fait) - accent sur l'antépénultième -.
  - les verbes conjugués au conditionnel : zrobiłbym (je ferais) - accent sur l'antépénultième -.
  - les verbes conjugués à la première ou la deuxième personne plurielle du conditionnel : zrobilibyśmy (nous ferions) - accent sur la syllabe précédant l'antépénultième -.
  - certains mots issus du latin (exemple : matematyka « mathématiques ») peuvent être accentués sur la syllabe précédant l'antépénultième, bien que cet usage tende à se perdre) ;
- quéchua (avant-dernière syllabe) ;
- tchèque (première syllabe) ;
- turc (finale, sauf pour quelques suffixes, le processus restant cependant régulier).

Dans les langues suivantes, le placement de l'accent est plus complexe mais régulier dans la plupart des cas :
- arabe classique

L'accent tonique tombe le plus souvent sur la dernière syllabe lourde (contenant une voyelle longue ou une voyelle suivie d'au moins deux consonnes) du radical. Par exemple : سُكُون sukūn [suˈkuːn] « silence ». Dans la pratique (arabe dialectal, par exemple), la place de l'accent ne suit pas de règles encore décrites en précision. Il ne faut pas non plus perdre de vue que l'alphabet arabe ne note pas l'accent tonique. De sorte, celui de l'arabe classique, langue principalement écrite, ne peut être déterminé que par reconstruction ou en écoutant des arabophones le lire, qui suivent l'accentuation de leur propre dialecte.
- breton

L'accent tonique tombe le plus souvent sur la pénultième syllabe sauf localement, où il tombe sur la finale (vannetais, par exemple). Il existe une centaine d'exceptions pour des mots-outils ou des mots très utilisés dont l'accent tombe sur la finale (parfois, cela est dû à l'amuïssement de la finale originelle ; ainsi : amanenn → amann « beurre », sauf en vannetais, qui a conservé amanenn).
- espagnol

« Par défaut », l'accent tombe sur l'avant-dernière syllabe si le mot est terminé par une voyelle (-y non inclus), -s ou -n et sur la dernière quand le dernier phonème est une autre consonne. Par exemple : perro ['pero] « chien », perros [ˈperos]. Quand l'accent, lexical (propre à un mot) ou grammatical (propre à une forme fléchie verbale), est « irrégulier » par rapport à cette règle, il est indiqué à l'écrit par un accent aigu. L'accent ne peut remonter au-delà de l'avant-avant-dernière syllabe (sauf en cas d'enclise ; voir aussi plus bas) : enseñándoselo [enseˈɲandoselo] « en le lui/leur enseignant ». Tant qu'il ne contredit pas cette limitation, il se maintient au cours de la flexion nominale : joven [ˈxoβ̞en] « jeune » fait jóvenes [ˈxoβ̞enes] au pluriel.
- latin

L'accent (de hauteur en latin classique, d'intensité en latin vulgaire) tombe sur l'avant-dernière syllabe si elle est longue (si elle contient une voyelle longue par nature : a-mā-re, ou se termine par une consonne : a-ris-ta), sur l'antépénultième sinon. Les monosyllabes sont toniques sauf si ce sont des enclitiques. Ainsi : dō [ˈdoː] « je donne », dare [ˈdaɾe̯] « donner », dēbēre [deːˈbeːɾe̯] « devoir », dēbeō [ˈdeːbe̯oː] « je dois ».
D'autre part, les mots portaient en plus d'un accent de hauteur un accent secondaire d'intensité placé invariablement sur la première voyelle, ce qui permet d'expliquer nombre de modifications phonétiques en latin même (métaplasmes et apophonie) principalement et dans les langues romanes (préservation de la voyelle initiale des mots). Ces phénomènes sont décrits plus bas.
- grec ancien

L'accentuation du grec ancien est complexe. Elle est régie par des lois de limitation qu'on ne peut décrire ici. L'accent de hauteur ne peut « remonter » (on détermine la place d'un accent tonique par rapport à la fin des mots) au-delà de l'antépénultième syllabe si la voyelle finale est brève, de la pénultième si la finale est longue. Si l'intonation est complexe (intonation circonflexe), elle ne peut remonter au-delà de la pénultième avec une finale brève, de la finale si elle est longue. Au sein de ces possibilités, le placement reste relativement libre : ἄνθρωπος [ˈantʰrɔːpos] « homme » mais ἀνθρώποις [anˈtʰrɔːpoɪs] « (pour les) hommes » (finale longue : l'accent doit descendre), δῶρον [ˈdɔːˌron] « don » mais δώροις [ˈdɔːroɪs] « (pour les) dons » (finale longue : l'intonation circonflexe ne peut rester telle quelle et devient aigüe). Dans la conjugaison, l'accent tend le plus souvent à remonter le plus loin possible dans le mot.
On remarque dans ces trois langues ce que l'on nomme des « lois de limitations », qui fixent la place limite de l'accent, toujours en partant de la fin.

### Accent fixe ~ accent mobile
Selon les langues, l'accent peut ou non changer de place au cours de la flexion.

#### Accent fixe
En tchèque, en sindhi ou en hongrois, par exemple, il reste toujours sur la première syllabe à toutes les formes fléchies. Dans les langues germaniques, il garde aussi son emplacement de départ.
En polonais, en espéranto, il est toujours sur l'avant-dernière syllabe.

#### Accent mobile
Les changements de place les plus fréquents sont dus aux lois de limitation, le cas échéant (voir plus haut en espagnol et en grec ancien).
Le changement d'emplacement peut aussi faire partie d'un système accentuel grammatical plus complexe : par exemple, l'accent espagnol dans les verbes tend à remonter le « plus loin » possible (c'est-à-dire qu'il tombe sur la pénultième ou la finale ; l'antépénultième et la pré-antépénultième sont là considérées « irrégulières » pour cette classe lexicale). Au prétérit et au futur, cependant, sauf dans certains verbes irréguliers, il est souvent attiré à la finale bien qu'elle soit vocalique : enseñe [en'seɲe] « qu'il montre » mais enseñé [ense'ɲe] « j'ai montré » et enseñará [enseɲa'ɾa] « il montrera ».
En russe, les modifications accentuelles que subissent les mots au cours de la flexion sont bien plus complexes et ne peuvent être résumés ainsi. Il existe plusieurs schémas d'accentuation pour les noms (dont un schéma faisant intervenir un accent fixe), par exemple, qu'il convient d'apprendre par cœur en même temps que le paradigme. Par exemple, les paradigmes de волк volk « loup » et конь kon’ « cheval », dans lesquels l'accent se déplace du radical aux désinences (est indiquée une transcription phonétique large pour masquer l'apophonie accentuelle) :
| волк      | Singulier         | Pluriel              |
| --------- | ----------------- | -------------------- |
| Nom.      | волк /voɫk/       | во́лк-и /'voɫkʲi/     |
| Gén.-acc. | во́лк-а /'voɫka/   | волк-о́в /voɫ'kof/    |
| Dat.      | во́лк-у /'voɫku/   | волк-а́м /voɫ'kam/    |
| Loc.      | во́лк-е /'voɫkʲɛ/  | волк-а́х /voɫ'kax/    |
| Instrum.  | во́лк-ом /'voɫkom/ | волк-а́ми /voɫ'kamʲi/ |

| конь      | Singulier        | Pluriel             |
| --------- | ---------------- | ------------------- |
| Nom.      | конь /konʲ/      | ко́н-и /'konʲi/      |
| Gén.-acc. | кон-я́ /ko'nʲa/   | кон-е́й /ko'nʲij/    |
| Dat.      | кон-ю́ /ko'nʲu/   | кон-я́м /ko'nʲam/    |
| Loc.      | кон-е́ /ko'nʲɛ/   | кон-я́х /ko'nʲax/    |
| Instrum.  | кон-ëм /ko'nʲom/ | кон-я́ми /ko'nʲamʲi/ |

Rappel : ë note toujours une voyelle tonique. Cf. Alphabet cyrillique.
Le lituanien est encore plus complexe, son accent de hauteur étant à deux intonations et pouvant se déplacer et même changer de nature. Par exemple, voici le paradigme du verbe veĩkti « suivre » au présent : veikiù, veikì, veĩkia, veĩkiame, veĩkiate, veĩkia. On peut le comparer à celui de tikė́ti « croire » : tikiù, tikì, tìki, tìkime, tìkite, tìki.

## Fonctions
L'accent tonique peut jouer plusieurs rôles, selon son type (libre, déterminé, fixe, mobile...). On étudiera chaque fonction séparément.

### Contrastive
C'est la fonction fondamentale de tout accent tonique, qu'il soit de hauteur ou d'intensité : en permettant la mise en relief d'une (ou plusieurs) syllabes du mot, il crée une opposition entre syllabes toniques et atones. Au niveau syntaxique, l'existence de mots toniques et de mots atones (le plus souvent des mots-outils) créé un contraste de second ordre.
Les autres fonctions découlent naturellement de celle-ci.

### Culminative
Sa principale fonction, partagée par toutes les langues, est dite culminative (du latin culmen « faîte, sommet »). Il marque la présence des unités syntaxiques et sémantiques fondamentales (selon les langues : mots importants, lexèmes pour les langues germaniques, groupes de sens pour le français), ce qui permet, dans une chaîne de phonèmes, de reconnaître plus ou moins précisément la présence de telles unités. L'analyse d'un énoncé est ainsi facilitée. L'accent libre se limite à une telle fonction.
Par exemple, dans la phrase espagnole se puede cortar la carne con un cuchillo (« on peut couper la viande avec un couteau »), réalisée /se ˈpweð̞e koɾˈtaɾ la ˈkaɾne kon un kuˈʧiʎo/, on identifie quatre unités importantes, bien qu'il ne soit pas possible de découper la chaîne plus précisément (l'accent étant libre, on ne peut distinguer que les sommets des unités mais non leurs limites). Après une analyse nécessitant de connaître la langue, on peut savoir que ces unités correspondent à (se) puede (« on peut »), cortar (« couper »), (la) carne (« la viande ») et (con un) cuchillo (« avec un couteau »), qui sont bien les quatre mots les plus importants sémantiquement dans la phrase.

### Démarcative
La fonction démarcative n'est possible qu'avec un accent déterminé et fixe. Un tel accent permet de distinguer de manière plus précise les unités syntaxiques et sémantiques fondamentales puisqu'on peut en reconnaître les limites (au contraire de ce qui se passe avec l'accent libre). Par exemple, il sera simple de découper une phrase hongroise en mots puisque l'accent tonique tombe toujours sur la première syllabe : chaque occurrence de l'accent marque la limite entre la fin d'un mot et le début d'un mot suivant. Dans les faits, les monosyllabes ne sont pas forcément accentués (d'autant plus quand ce sont des mots-outils) : on identifiera donc plutôt les syntagmes fondamentaux (article et nom, par exemple) que les mots eux-mêmes.
Dans les langues connaissant des effets de sandhi important, les langues celtiques, par exemple, comme le breton, l'identité sonore des mots étant susceptible de varier (en raison des mutations consonantiques entre autres), l'accent tonique fixe (ou peu s'en faut) joue un rôle important dans la reconnaissance des unités syntaxiques.
La fonction démarcative n'est pas le seul fait de l'accent tonique : d'autres procédés peuvent jouer un rôle similaire, comme le coup de glotte avant une initiale vocalique de lexème en allemand, la disjonction avant un h « aspiré » en français ou encore l'aspiration des consonnes occlusives initiales devant voyelle en anglais.
Il est vrai qu'en anglais accent 'accentuer' se distingue de accent 'accent'. Mais la distinction de ce genre n'est pas lexicale mais grammaticale. Ici comme dans increase/increase, import/import, etc., l'accent distingue deux catégories grammaticales, le verbe, plus précisément l'infinitif, et le substantif. C'est pourquoi il existe des paires sans contenu sémantique tel que le qualificatif content 'heureux' et le substantif content 'contenu'. L'accent tonique assume une fonction de contraste et, parfois, une fonction de distinction comme en anglais. Mais il s'agit de distinction de catégories grammaticales et non une distinction de radicaux.

### Distinctive
Fait qui n'est pas partagé par toutes les langues, l'accent peut permettre d'opposer des paires minimales. Dans ce cas, il est distinctif. Il faut pour cela qu'il soit libre, ce qui permet les oppositions lexicales (on peut distinguer par l'accent deux mots qui seraient sinon homophones). S'il est mobile, il ajoute aux oppositions lexicales des contrastes grammaticaux.
En anglais, par exemple, l'accent étant libre, il existe de nombreuses oppositions lexicales. Parmi les plus importantes, on trouve celle permettant de distinguer des verbes (accentués en finale) d'adjectifs ou noms homophones (accentués sur l'initiale). En raison de l'apophonie accentuelle, il n'est pas rare que l'homophonie ne soit pas complète mais qu'on ait plus qu'une homographie (le schwa, par exemple, ne pouvant pas être tonique) :
- accent → [ək.'sent] ou [æk.'sent] « accentuer » ~ accent ['æk.sənt] ou ['æk.sent] « accent » ;
- increase → [ɪn.'kɹiːs] « augmenter » ~ increase ['ɪn.kɹiːs] « augmentation » ;
- progress → [prəˈgres] « avancer » ~ progress [ˈprəʊgres] « progrès » ;
- transport → [tɹæns.'pɔːt] « transporter » ~ transport ['tɹæns.pɔːt] « transport ».
- record → [rɪ.'kɔːd] « enregistrer » ~ record ['re.kɔːd] « disque ».

Il y a aussi quelques paires minimales sans relations sémantiques:
- dessert → [dɪ.'zɜ:t] « dessert » ~ desert ['de.zət] « désert	»
- content → [kən.'tent] « heureux » ~ content ['kɒn.tent] « contenu »

En espagnol, l'accent mobile permet un jeu d'oppositions très fréquentes dans la conjugaison : les modèles canto [ˈkanto] « je chante » ~ cantó [kanˈto] « il chanta » et cante [ˈkante] « que je chante » ou « qu'il chante » ~ canté [kan.ˈte] « je chantai » se reproduit régulièrement dans les paradigmes verbaux et permet de distinguer personne, temps et mode. On observe le même phénomène en italien: canto [ˈkanto] « je chante » ~ cantò [kanˈtɔ] « il/elle/cela chanta »

## Influences sur l'évolution phonétique des mots
L'accent tonique d'intensité permet d'expliquer un grand nombre de modifications phonétiques subies par les mots au cours de leur histoire. C'est en effet l'un des procédés qui, acoustiquement, joue le plus sur l'identité sonore des phonèmes : en plaçant plus d'intensité sur certaines syllabes d'un mot, on peut facilement déformer cette syllabe et, inversement, le fait que certaines syllabes ou mots sont atones le rend moins distinctes (ce dont on a parlé plus haut dans le cadre de l'apophonie accentuelle), d'autant plus quand elles sont éloignées de l'accent.

### Rôle nul de l'accent de hauteur
L'accent de hauteur ne semble jouer presque aucun rôle dans l'évolution des mots : en effet, des modifications mélodiques sont loin, acoustiquement et physiquement, de se montrer aussi déformantes que des changements d'intensité, ces derniers impliquant une plus grande tension musculaire, une plus grande quantité d'air expulsé, un allongement des syllabes concernées, etc. (voir plus haut) alors qu'une modification de la hauteur ne demande (en simplifiant) qu'un changement de la fréquence de vibration des cordes vocales ainsi qu'un jeu sur leur tension. Changer la hauteur d'une syllabe ne fait pas intervenir de mécanisme lourd. Pour le coup, accent de hauteur et tonèmes jouent un même rôle quasi nul dans l'évolution du signifiant des mots.

### Quelques exemples
Il serait fastidieux de citer tous les cas de modifications phonétiques faisant intervenir un accent d'intensité. On peut cependant relever ceux-ci:
- un grand nombre de métaplasmes qui s'expliquent par le rôle d'un accent d'intensité, surtout pour les amuïssements (syncope, aphérèse, apocope, élision, etc.). En effet, les syllabes atones sont supprimables, par opposition aux syllabes toniques, que l'accent protège de l'usure phonétique ; on se reportera aux articles consacrés pour des exemples précis ;
- la diphtongaison : omniprésente dans l'histoire des langues romanes et dans celle des langues germaniques, elle est fréquemment due à l'accent. En effet, on note qu'une voyelle accentuée tend à s'allonger. Or, l'accroissement de la tension musculaire mise en jeu peut ne pas être régulier mais décroître pendant l'émission de la voyelle. C'est à ce moment qu'intervient la diphtongaison : la voyelle n'est plus prononcée à l'identique pendant toute sa durée mais se « scinde » progressivement en deux (ou plus) timbres, le second, moins énergétique, se différenciant par une aperture moindre ou plus grande (selon le timbre de départ) ou par une consonification (les voyelles /i/, /y/ et /u/ pouvant devenir les spirantes /j/, /ɥ/ et /w/), dans tous les cas demandant une moindre tension musculaire. Des bouleversements secondaires peuvent rendre le mécanisme encore plus complexe (déplacement de l'accent de la première à la seconde more, dissimilations, assimilations, etc.). En guise d'exemple, voici la chaîne d'évolution du phonème latin (langue à accent de hauteur devenu accent d'intensité) /e/ accentué en syllabe ouverte depuis l'Antiquité jusqu'au français actuel :

/'e/ → /ei̯/ (diphtongaison)→ /ɔi̯/ (dissimilation) → /ue̯/ (assimilation) → /u̯e/ (bascule de l'accent sur la 2e more) → /we/ → /wɛ/ → /wa/ (d'où tela latin donne toile français) ;
- parmi les lois de phonétique historique, la loi de Verner permet d'expliquer des irrégularités apparentes de la loi de Grimm par le recours à la place de l'accent tonique dans les langues germaniques.

## Codage informatique
La norme Unicode prévoit les deux caractères de l'API pour les accents d'intensité primaire et secondaire dans le bloc « Lettres modificatives avec chasse » :
- ˈ (U+02C8) : lettre modificative d’accent tonique primaire ;
  - entité numérique hexadécimale SGML/HTML/XML : ˈ ;
  - entité numérique décimale SGML/HTML/XML : ˈ ;
  - UTF-8 hexadécimal : \xCB\x88 ;
  - UTF-8 octal : \313\210.
- ˌ (U+02CC) : lettre modificative d’accent tonique secondaire ;
  - entité numérique hexadécimale SGML/HTML/XML : ˌ ;
  - entité numérique SGML/HTML/XML : ˌ ;
  - UTF-8 hexadécimal : \xCB\x8C ;
  - UTF-8 octal : \313\214.

Dans les faits, l'accent primaire est le plus souvent codé par l'apostrophe droite, directement accessible au clavier et automatiquement affichable par n'importe quelle police de caractères.
Pour ajouter l'accent tonique sur une lettre, on peut taper cette lettre puis Alt + & + 769 en maintenant les deux premières touches Alt + & appuyées.